# شوق الفهد
شوق الفهد لُقّبت بـالوجه الجديد، وهي ممثلة ومطربة إماراتية دخلت المجال الفني من السّاحة الغنائية عام 2009م، كما دخلت عالم التمثيل من خلال عالم الغناء أيضاً في عام 2009م. وقد عملت في مجموعة بارزة من الأعمال التلفزيونية، بالإضافة إلى العديد من الألبومات الغنائية.

## بداياتها الفنية
كانت البدايات الأولى لشوق الفهد مع المسرح في سنّ مبكّرة جداً، فهي تُعتبر بنت المسرح، وقد شاركت في العديد من المسرحيات، ومن أبرزها مسرحية "عرس أكبر" والتي من خلالها شقّت طريقها نحو التفزيون الإماراتي. وقد انتقلت لاحقاً إلى مجال الغناء كمطربةٍ في عام 2009م، حيث كانت لها أول تجربةٍ غنائيةٍ في ألبوم باسم ألبوم "خليجي 7 نجوم"، وقد قامت فيه بتأدية أغنية تدلّل. كما دخلت أيضاً في عام 2009م إلى عالم التمثيل، وذلك من خلال تجربتها التلفزيونية الأولى في المسلسل الكوميدي "حنّة ورنّة" والذي عُرض على قناة سما دبي، وقد حصلت من خلاله على جائزة أحسن وجه جديد في عام 2009م.

## أعمالها الفنية[7]

### المسلسلات التلفزيونية
| ر.ت | سنة الإنتاج | اسم المسلسل               | الشخصية         |
| --- | ----------- | ------------------------- | --------------- |
| 1   | 2009        | مسلسل حنّة ورنّة            | فضة بنت النوخذة |
| 2   | 2010        | مسلسل زمن طناف            | عزّة             |
| 3   | 2010        | مسلسل طماشة 2             |                 |
| 4   | 2011        | مسلسل ظلال الماضي         | البطلة ميثا     |
| 5   | 2011        | مسلسل وديمة               |                 |
| 6   | 2015        | مسلسل القياضة ج2          | مريم            |
| 7   | 2016        | مسلسل أحلام على ورق       | وفاء            |
| 8   | 2016        | مسلسل سقوط أجنحة الملائكة |                 |
| 9   | 2017        | مسلسل عيالنا              |                 |
| 10  | 2018        | مسلسل ساهر الليل          |                 |
| 11  | 2018        | مسلسل قلوب بيضاء          | مروة            |
| 12  | 2019        | مسلسل شعبية               |                 |
| 13  | 2020        | مسلسل بنات عم             |                 |
| 14  | 2021        | مسلسل حريم أبو سلطان      |                 |
| 15  | 2021        | مسلسل حامض حلو            | سلطانة          |
| 16  | 2022        | مسلسل مطلقة وعيال         |                 |
| 17  | 2023        | مسلسل منازل من ورق        |                 |

### من الأغاني
| ر.ت | سنة الإنتاج | اسم الألبوم        | اسم الأغنية     |
| --- | ----------- | ------------------ | --------------- |
| 1   | 2009        | ألبوم خليجي 7 نجوم | فضة بنت النوخذة |
| 2   | 2010        | حقّ الأطفال         | حقّ الأطفال      |

### من المسرحيات
| سنة الإنتاج | اسم المسرحية    | الشخصية |
| ----------- | --------------- | ------- |
| 2008        | مسرحية عرس أكبر |         |

## أبرز جوائزها
● حازت على جائزة أحسن وجه جديد في عام 2009م، عن دورها في مسلسل «حنة ورنة».

## وصلات خارجية
● شوق الفهد على موقع قاعدة بيانات الأفلام العربية.
● شوق الفهد على موقع روتانا.
● شوق الفهد على موقع أغنية.